# ماركو ماسياس
ماركو ماسياس (12 فبراير 1985 - ) (بالإسبانية: Marco Macias)‏ هو لاعب كرة طائرة المكسيك.

## وصلات خارجية
- ماركو ماسياس على موقع قاعدة بيانات الكرة الطائرة الشاطئية (الإنجليزية)